# Padderok
Padderok (Equisetum) er den eneste overlevende slægt blandt Padderokplanterne. Slægten er udbredt med arter over næsten hele kloden. Dog findes den ikke i Australasien og Antarktis. Arterne er oftest lave, men elfenbenspadderok kan dog nå en højde af 2,50 m, og et par arter i det tropiske Amerika, Equisetum giganteum og Equisetum myriochaetum bliver henholdsvis 5 og 8 m høje.
Stænglerne har fotosyntese, og de er furede, hule og leddelte. Hos alle arterne er bladene stærkt formindskede, og de sidder i kranse ved hvert led på stænglerne. Hos nogle dannes der kransstillede sidegrene fra hvert led, og de er opbygget ganske som hovedskuddet. Sporerne bliver dannet i kogleagtige organer (strobilus, flertal: strobili), der sidder endestillet på hovedskuddet. Hos mange arter har de sporebærende skud ikke sidegrene, og hos enkelte arter har de ikke fotosyntese (f.eks. Agerpadderok). Hos andre arter ligner de sporebærende skud ganske de bladbærende.
Mange af arterne foretrækker sandet jord, men nogle er vandlevende og andre er tilpasset fugtig, lerholdig jord.
Padderokplanterne var både større og mere forskelligartede i fortiden. Nogle arter blev til 30 m høje træer i kultiden.
| Arter |

- Skavgræs (Equisetum hyemale) – 1 skudtype, ingen sideskud
- Liden padderok (Equisetum variegatum) – 1 skudtype, ingen sideskud
- Kærpadderok (Equisetum palustre) – 1 skudtype m. sideskud
- Dyndpadderok (Equisetum fluviatile) – 2 skudtyper, vårskud grønne uden sideskud
- Lundpadderok (Equisetum pratense) – 2 skudtyper, begge med sideskud, vårskud blegbrune senere grønne
- Skovpadderok (Equisetum sylvaticum) – 2 skudtyper, begge med sideskud, vårskud blegbrune senere grønne
- Agerpadderok (Equisetum arvense) – 2 skudtyper, vårskud blegbrune uden sideskud
- Elfenbenspadderok (Equisetum telmateia) – 2 skudtyper, vårskud blegbrune uden sideskud

| Portal | Portal:Botanik |